# Roldana mezquitalana
Roldana mezquitalana là một loài thực vật có hoa trong họ Cúc. Loài này được (B.L.Turner) Funston mô tả khoa học đầu tiên năm 2001.